# 天塩金浦駅

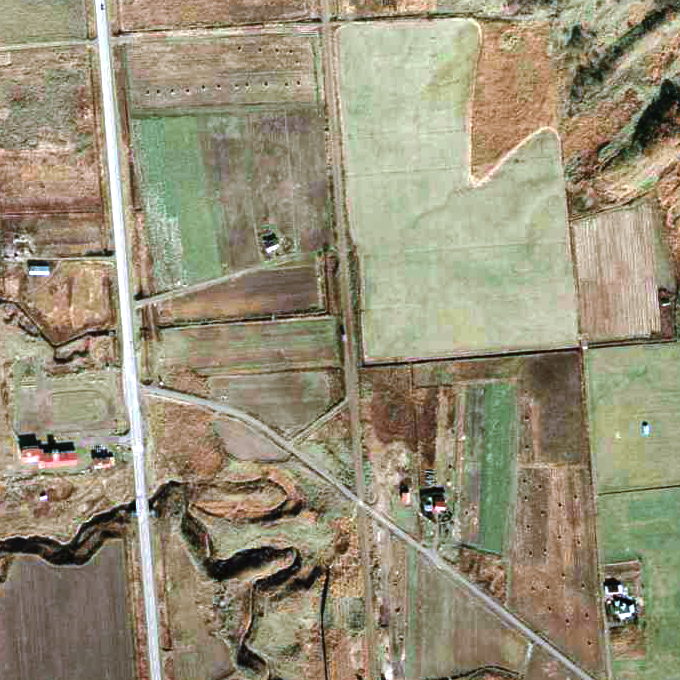
1977年の天塩金浦駅と周囲約500m範囲。上が幌延方面。共成駅と同様に仮乗降場スタイルの石組み土盛の2両程の長さのホームと、ホーム上横に待合室を持つ。周囲は稲作地帯。下側にトマタウシュナイ川が流れる。

天塩金浦駅（てしおかなうらえき）は、北海道天塩郡遠別町字金浦にかつて存在した、日本国有鉄道（国鉄）羽幌線の駅（廃駅）である。電報略号はテカ。事務管理コードは▲121624。一部の普通列車は通過した（1986年（昭和61年）11月1日改定の時刻（廃止時の時刻表）で、下りのみ2本（うち1本は急行「はぼろ」後継の主要駅停車列車））。

## 歴史
- 1958年（昭和33年）10月18日 - 日本国有鉄道（国鉄）羽幌線の初山別駅 - 遠別駅間延伸開通に伴い、開業[1]。旅客のみ取り扱い[1]。
- 1987年（昭和62年）3月30日 - 羽幌線の全線廃止に伴い、廃駅となる[1]。

### 駅名の由来
所在地名「金浦」に、羽越本線金浦駅との区別のため旧国名の「天塩」を付したもの。地名は、同地の小学校長・金野貫一（憲一とも）の「金」と、ニシンが取れる海岸を願った「浦」を合成したもの、とされている。

## 駅構造
廃止時点で、1面1線の単式ホームを有する地上駅であった。ホームは、線路の西側（幌延方面に向かって左手側）に存在した。
無人駅となっており、ホーム上の待合所のみで駅舎は存在しなかった。

## 駅周辺
この駅周辺が稲作の北限である。
- 国道232号（天売国道/日本海オロロンライン）
- 金浦原生花園

## 駅跡
1999年（平成11年）時点では、雪よけの囲いのみが残存していた。2010年（平成22年）時点でも同様であった。当駅の跡地は、草むらになっている。

## 隣の駅
日本国有鉄道
羽幌線
歌越駅 - 天塩金浦駅 - 遠別駅